# Iglesias cristianas protestantes en España
Las Iglesias cristianas protestantes en España son las pertenecientes al protestantismo en España. 
Aunque el protestantismo en España comienza en el siglo XVI, apenas dos años después de la publicación de las 95 tesis de Martín Lutero en 1517, todas las iglesias actuales son relativamente recientes respecto a otros países europeos como consecuencia de la persecución incitada por los monarcas Carlos I y su hijo Felipe II, que fue efectuada principalmente por la Inquisición durante los siglos XVI al XIX. Son trescientos años de oscuridad donde la Biblia es perseguida, así como sus traductores, impresores, lectores y cualquiera que quiera hacer un mínimo acercamiento a ella, desapareciendo prácticamente toda expresión protestante en el país hasta 1868, cuando a raíz de la Revolución La Gloriosa que provoca la huida de Isabel II y una nueva Constitución, se permite la libertad religiosa. Es a partir de ese momento que se abren las primeras Iglesias evangélicas en Madrid, como la que se ubicaba en la Plazuela de Santa Catalina, documentada de forma oficial como la primera y que congregaba a más de 400 personas los domingos. A ella le siguieron otras cinco de similar o mayor número de asistentes poco tiempo después.
Actualmente, la mayor parte de Iglesias cristianas protestantes en España se encuentran bajo la cobertura legal de FEREDE (Federación de Entidades Religiosas Evangélicas de España). Aunque por su parte muchas de ellas se organizan de acuerdo a diferentes denominaciones, corrientes doctrinales o afinidad histórica, en general se reconocen las siguientes agrupaciones:

## Iglesia Evangélica Española (IEE)
La Iglesia Evangélica Española, de tradición metodista y presbiteriana, es una de las denominaciones protestantes más destacadas en España. Fundada inicialmente como la Iglesia Reformada Española en 1869, experimentó cambios en su denominación, pasando a ser la Iglesia Cristiana Española en 1871 y finalmente la Iglesia Evangélica Española en 1897. Un momento significativo en su historia fue la escisión de un grupo en 1880, que adoptó el régimen episcopal y se constituyó como la Iglesia Española Reformada Episcopal (IERE).
La IEE abarca comunidades de diversas tradiciones, incluyendo la presbiteriana, la luterana, la metodista y la valdense. Se organiza según un modelo presbiteriano, dividido en presbiterios, y un modelo sinodal, con un sínodo general, cuyos miembros son elegidos democráticamente.
Las actividades principales de la IEE incluyen el culto dominical, que se caracteriza por la predicación y la celebración de la Santa Cena, además de enfocarse en la solidaridad y en mantener relaciones ecuménicas con cristianos de otras denominaciones. La formación de sus pastores se lleva a cabo en la Facultad de Teología SEUT, ubicada en Madrid, reconocida como uno de los centros de teología protestante más destacados del mundo hispanohablante.
En el ámbito internacional, la IEE es miembro entre otros del Consejo Mundial de Iglesias, de la Alianza Reformada Mundial y del Consejo Metodista Mundial, lo que refleja su compromiso con el ecumenismo y la cooperación interdenominacional.
- Sitio web oficial de la Iglesia Evangélica Española.

## Anabaptistas, Menonitas y Hermanos en Cristo en España
Las Iglesias Menonitas son descendientes directos del ala pacifista de la reforma Radical del siglo XVI. Crearon comunidades alternativas; una opción por la separación de Iglesias y Estado que, en aquel entonces, pareció sumamente peligrosa. Aniquilada por la persecución toda su primera generación de líderes, surgieron nuevos pastores, entre ellos Menno Simons, con cuyo nombre son conocidos hasta hoy los menonitas.
A finales del siglo XIX, los menonitas empiezan a salir del aislamiento de varios siglos provocado por la persecución para lanzarse a las misiones.
Teológicamente, la mayoría son evangélicos conservadores, con la particularidad de que su experiencia de la persecución y sus convicciones pacifistas producen una especial sensibilidad contra la violencia y la injusticia social. Por eso, siempre han estado en la vanguardia de la objeción de conciencia y las obras de amor práctico por el prójimo. En España, prestaron la poca ayuda humanitaria que les fue permitida durante la Guerra Civil, pero no establecen misiones ni congregaciones hasta la presente época de libertades religiosas.
En 1994 se celebra el primer Encuentro Menonita Español (EME). En 1996 se crea una asociación fraternal informal que en 1998, con la adhesión de los Hermanos en Cristo, adopta el nombre de Asociación de Menonitas y Hermanos en Cristo en España (AMyHCE).
Cada congregación o misión es orgánicamente independiente, conservando sus lazos con algunas de las diversas denominaciones menonitas de América del Norte y/o sus respectivas agencias misioneras.
Desde 1997, la AMyHCE es miembro asociado del Congreso Mundial Menonita. Cada congregación se relaciona con algunas de las diversas denominaciones menonitas de América del Norte y, en menor medida, con las Iglesias Menonitas de Europa.

## Iglesias bautistas
El primer templo bautista en Madrid data del 10 de agosto de 1870, extendiéndose los bautistas por Levante y Cataluña con la ayuda de misioneros americanos. En 1922 se abre el primer seminario bautista en Barcelona, aunque actualmente está en Alcobendas (Madrid).
El bautismo de los creyentes es el rasgo que más caracteriza a estas iglesias: la espiritualidad personal y la conversión interior, en consonancia con los postulados de la Reforma y especialmente de los anabaptistas, que insistían en re-bautizar a los niños. Un movimiento con características similares son los menonitas, impulsados por el sacerdote holandés Menno Simons (1496-1561). Para los bautistas, la experiencia personal del bautizado cuenta más que la tradición eclesial, aunque su posición ante el ecumenismo inicialmente reticente es cada vez más favorable.
Aunque el Bautismo y la Cena son símbolos, insisten en la gratuidad de la salvación como iniciativa de Dios y en la libertad religiosa como don de Dios. Su estructura es congregacional y autónoma, y casi todas las congregaciones bautistas integran la UEBE (Unión Evangélica Bautista Española), creada en 1922 como forma de estrechar lazos fraternales y actuación conjunta, o en la FIEIDE.

## Asambleas de Hermanos
El origen de las Asambleas de Hermanos hay que situarlo en el año 1825 en Plymouth (Inglaterra), cuando diversos cristianos se congregan para la oración y estudio bíblico y como protesta por la subordinación del anglicanismo al Estado. Uno de sus principales promotores fue John Nelson Darby (1800-1882), exministro anglicano.
En 1848 se produce una escisión porque los "darbistas" excluían de la Cena del Señor a los "plimutistas": en el fondo estaba latente el sentido de su organización, ya que los primeros propugnaban la interdependencia de las congregaciones y los segundos la total independencia.
Doctrinalmente, las Asambleas de Hermanos se inspiran en la Reforma y celebran la Cena del Señor el domingo con sentido únicamente simbólico. Dan mucha importancia a la predicación y a los estudios bíblicos. Actualmente tienen una organización muy independiente y congregacional, con un consejo de ancianos como órgano colegial, y aunque no son partidarios de federaciones, las congregaciones tienen estrechas relaciones fraternales.

## Comunión Anglicana en España
Fruto de la escisión de la Iglesia Cristiana Española en 1880 surge la Iglesia Española Reformada Episcopal (IERE), la cual adopta la forma de organización episcopal. Quien modeló esta Iglesia fue el sacerdote católico Juan Bautista Cabrera Ibarz (1837-1916): tras abandonar la Iglesia Católica y en contacto con el anglicanismo, fue nombrado en 1869 presidente de la entonces Iglesia Cristiana Española, y sería el primer obispo de la Iglesia Española Reformada Episcopal desde 1894. La doctrina de la Iglesia Española Reformada Episcopal se consigna en las 38 bases aprobadas el 22 de febrero de 1883, aunque corregidas posteriormente. El 2 de febrero de 1980 se integra en la Comunión anglicana, formando todo el territorio español una sola diócesis,  denominada Sección Española de la Diócesis en Europa, y de la que la Iglesia de Inglaterra en España forma parte desde 1988.
La liturgia data de 1881, aunque ha sido reformada posteriormente, en especial en 1954. Es heredera del anglicanismo histórico, siendo su nota característica la denominada liturgia mozárabe o hispana.
- Sitio web oficial de la Iglesia Española Reformada Episcopal.

## Asambleas de Dios en España
Las primeras congregaciones de las Asambleas de Dios en España se fundaron en 1946. Se organizan como una sola Iglesia formada por diversas congregaciones en todo el país, celebrando una convención anual conjunta desde 1963. Forman parte de la Eurasian Theological Association (EATA), constituyendo así un movimiento mundial con 70 millones de fieles que comparten el mismo origen, base de fe y criterios en cuanto a estructura de gobierno.
Además, son miembros de la Fraternidad Mundial de Asambleas de Dios y del Compañerismo Pentecostal Europeo, del Seminario Evangélico Español, el Seminario Europeo de Teología Superior y el Instituto por Correspondencia Internacional.

## Otras iglesias protestantes (orden alfabético)
- Asamblea Cristiana
- Asamblea Cristiana de Madrid
- Federación de Iglesias Apostólicas y Pentecostales de España
- Federación de Iglesias Bautistas Libres de España (FIEBLE)
- Federación de Iglesias Betania
- Federación de Iglesias De Dios de España
- Federación de Iglesias Evangélicas Independientes de España
- Federación de Iglesias Evangélicas Pentecostales de España
- Iglesias de la Biblia Abierta
- Iglesias “Buenas Noticias”
- Iglesias de Cristo
- Iglesia Cuerpo de Cristo
- Iglesia evangélica Filadelfia
- Iglesia Evangélica Española
- Iglesia Evangélica Luterana Española (I.E.L.E.)
- Iglesia Internacional del Evangelio Cuadrangular
- Iglesia Cruzada Cristiana en España
- Unión Evangélica Bautista Española (UEBE)
- Unión de Iglesias Cristianas Adventistas del Séptimo Día

- Datos: Q5913032